# Bayerisches Versammlungsgesetz
Das Bayerische Versammlungsgesetz (BayVersG) ist ein im Freistaat Bayern geltendes Gesetz, das dort das Versammlungsrecht regelt. Es wurde erstmals am 22. Juli 2008 beschlossen und war Gegenstand politischer Kontroversen.

## Hintergrund
Das Versammlungsrecht war bis zur Föderalismusreform von 2006 nach der damals geltenden Fassung von Art. 74 Abs. 1 Nr. 3 Grundgesetz Gegenstand der Konkurrierenden Gesetzgebungskompetenz des Bundes. Die Föderalismusreform, die am 1. September 2006 in Kraft trat, brachte eine umfangreiche Neuordnung der Gesetzgebungskompetenzen mit sich, darunter eine Verlagerung des Versammlungsrechts in die Kompetenz der Länder durch Neufassung des Art. 74 Abs. 1 Nr. 3 Grundgesetz. Gleichzeitig wurde als Übergangsvorschrift ein neuer Art. 125a Abs. 1 Grundgesetz erlassen, wonach Bundesrecht, das auf Grundlage einer abgeschafften Bundeskompetenz erlassen worden war, zunächst weitergilt, von den Ländern aber durch Landesrecht ersetzt werden kann. Damit war den Ländern die Möglichkeit gegeben, das Versammlungsgesetz des Bundes, das zunächst in den Ländern weitergalt, durch eigene Versammlungsgesetze zu ersetzen.

## Kontroverse
Bayern war das erste Bundesland, das von dieser Möglichkeit Gebrauch machte; das am 22. Juli 2008 beschlossene Gesetz trat am 1. Oktober dieses Jahres in Kraft. Das Gesetz war wegen einer Reihe restriktiver Bestimmungen umstritten. So sah es vor, dass die Polizei von Versammlungen „Übersichtsaufnahmen“ anfertigen, auswerten und unter Umständen unbegrenzt speichern konnte. Zudem oblagen dem Veranstalter einer Versammlung weitreichende und von Art, Umfang oder Ort der Versammlung unabhängige Informationspflichten gegenüber den Behörden.
Noch im September 2008 wurde von einem Bündnis aus dreizehn Organisationen Verfassungsbeschwerde zum Bundesverfassungsgericht gegen das Gesetz erhoben. Im Februar 2009 setzte das Bundesverfassungsgericht auf einen Eilantrag hin eine Reihe von Vorschriften des Gesetzes außer Kraft. Dies führte zu einer Anpassung des Gesetzes durch den bayerischen Gesetzgeber. Sie trat am 1. Juni 2010 in Kraft, geht aber nach Ansicht einiger Gegner des Gesetzes nicht weit genug. In der Hauptsache ist die Verfassungsbeschwerde nicht zur Entscheidung angenommen worden.